# Lamplight Symphony
Lamplight Symphony è un brano musicale della rock band Kansas   incluso nel secondo album della band, Song for America.

## Il testo
Il brano narra di un uomo che spesso si affaccia alla finestra per visitare la moglie morta, che poi gli appare e gli promette amore eterno.